# Lielvārde
Lielvārde (deutsch Lennewarden) ist eine Stadt in Lettland.

## Lage und Einwohner

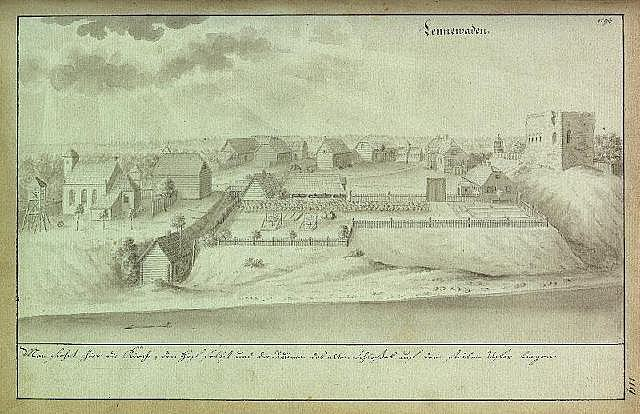
Ansicht von Lennewarden (Johann Christoph Brotze, 1796)

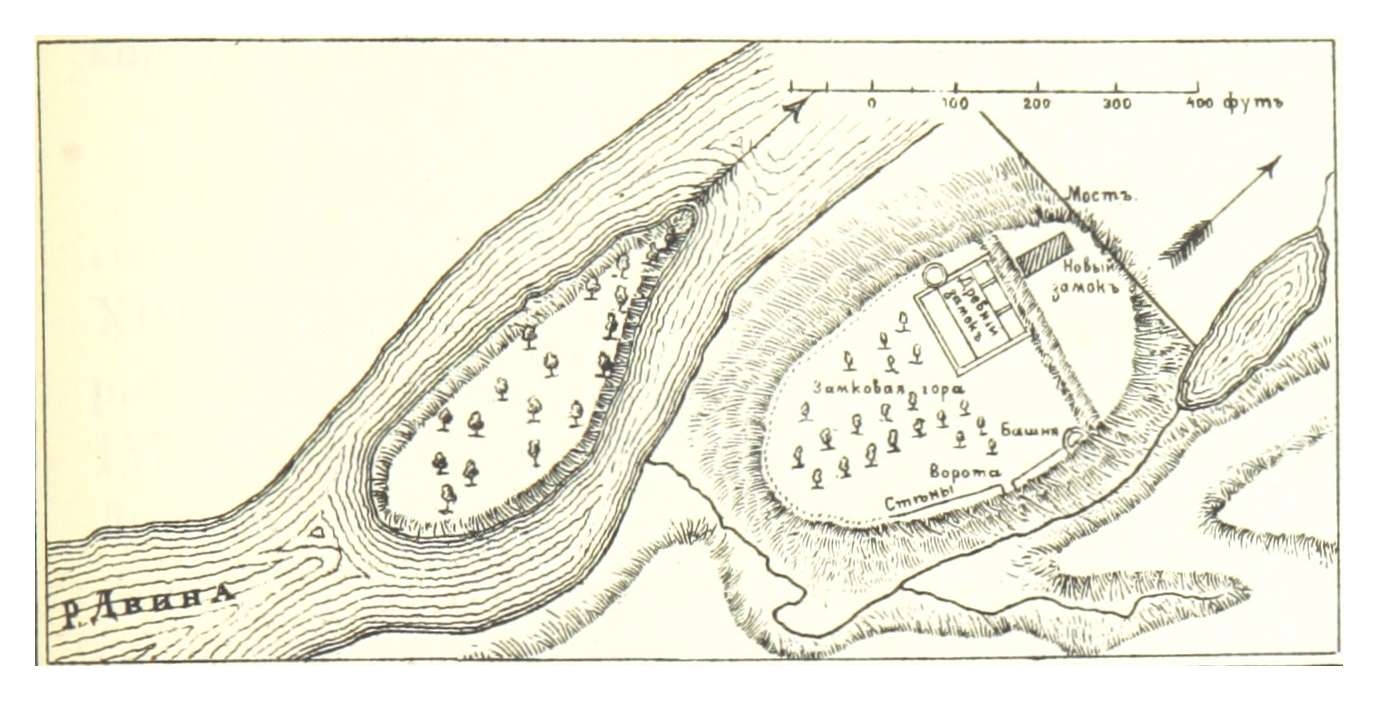
Skizze der Burgruine (etwa 1880)

Die Stadt Lielvārde liegt in der Region Vidzeme am rechten Ufer des Flusses Düna (lettisch: Daugava), 52 km südöstlich von Riga. Sie hat 5.858 Einwohner (Stand: 1. Januar 2022)

## Geschichte

### Mittelalter
An den Ufern der Düna trafen Liven und Balten aufeinander. Viele vorgeschichtliche Gegenstände konnten dort geborgen werden. Die Chronik des Heinrich von Livland (lateinisch: Heinrici Cronicon Livoniae) beschreibt eine Festung der Balten auf einem Berg, die eine von Albert von Buxthoeven geführte Truppe 1201 eroberte und die „Lennewarden“ genannt wurde. Auf Lettisch heißt dieser Ort „Dievukalns“ (Berg der Götter). Die Erzbischöfe von Riga errichteten 1229 an dieser Stelle die Burg Lennewarden. Die heute sichtbaren Ruinen stammen aus dem 14. Jahrhundert und befinden sich gegenüber der ursprünglichen Anlage.

### Neuzeit
Während der Zeit, in der Livland zu Schweden gehörte, wurde eine Pfarrschule eingerichtet. 70 % der Bevölkerung fielen der großen Pest-Epidemie von 1710 zum Opfer. Der Bau der Eisenbahnlinie Riga-Dünaburg 1861 führte zu einer Erweiterung der Stadt rund um den Bahnhof Rembate herum. Die Stadt wurde während des Ersten Weltkriegs vollständig zerstört, aber bald nach der lettischen Unabhängigkeit wieder aufgebaut.
Die Geschichte der Stadt nach der Okkupation durch die Sowjetunion 1940 ist eng mit der Person von Edgars Kauliņš (1903–1979), dem lokalen Parteisekretär der KPdSU, verbunden. Ihm gelang es, zu verhindern, dass Bauern der Gegend als Kulaken deportiert wurden. 1948 war Kauliņš Gründungsvorsitzender der Kolchose „Lāčplēsis“ (Bärentöter), die in ganz Lettland wegen des von ihr gebrauten Bieres bekannt wurde. Das Bier wird heute noch in Lielvārde von der seit 2005 zur skandinavischen Royal Unibrew gehörenden Brauerei AS Lāčplēša alus gebraut.

## Bauwerke
- Die heutige Evangelisch-Lutherische Kirche von Lielvārde wurde erstmals 1457 urkundlich erwähnt, vor der Steinkirche gab es mindestens zwei Holzkirchen. Die erste Steinkirche wurde 1747 erbaut, 1774 schlug ein Blitz in den Kirchturm ein und 1845 wurde sie wieder aufgebaut. Während des Ersten Weltkrieges befand sich die Kirche im Frontbereich und wurde zerstört. 1932 wurde an der Stelle der zerstörten Kirche eine neue Kirche errichtet (Architekt Pauls Kundziņš), die 1934 geweiht wurde[2].
- Die römisch-katholische Heilig-Kreuz-Kirche in Lielvārde wurde nach dem Projekt des Ingenieurs A. Strazdiņš von 1936 bis 1940 erbaut[3].

## Verkehr
Der Bahnhof Lielvārde wurde 1861 mit dem Bau der Eisenbahnlinie von Riga nach Daugavpils errichtet. Es hieß ursprünglich Ringmundhof nach dem nahe gelegene Gut Ringmundshof (Rembate). Während des Ersten Weltkriegs wurde der Bahnhof schwer beschädigt und 1922 ein neues Bahnhofsgebäude erbaut, das eines der ersten neu gebauten Bahnhofsgebäude im unabhängigen Staat Lettland war. 1926 wurde die Station von Rembate in Lielvārde umbenannt. Nach erneuter Zerstörung im Zweiten Weltkrieg 1944 wurde das heutige Empfangsgebäude 1946 erbaut.

## Militärflugplatz Lielvārde
Der 1970 von den Luftstreitkräften der Sowjetunion errichtete Militärflugplatz Lielvārde («Аэродром Лиелварде») 6 km nördlich des Ortes (Lage) war der größte im Baltikum und wurde 1994 von den Lettischen Luftstreitkräften übernommen.

## Kultur
Die Gegend um Lielvārde hat die prominenten lettischen Dichter Auseklis und Andrejs Pumpurs, den Autor des Epos Lāčplēsis (Bärentöter, 1888), inspiriert. Das Andrejs Pumpurs gewidmete Museum in Lielvārde befindet sich in einem Gebäude aus dem 19. Jahrhundert, das zunächst als Gutsscheune, später als Wohnhaus genutzt wurde.
Der Gürtel von Lielvārde, ein traditioneller gewobener Gürtel mit 22 alten Symbolen, ist in Lettland allgemein bekannt. Abschnitte des Gürtelmusters sind auf den lettischen Banknoten abgebildet, die Symbole haben viele lettische Künstler inspiriert, sie werden von der Religionsgemeinschaft Dievturi und vielen Folklorebegeisterten verehrt.

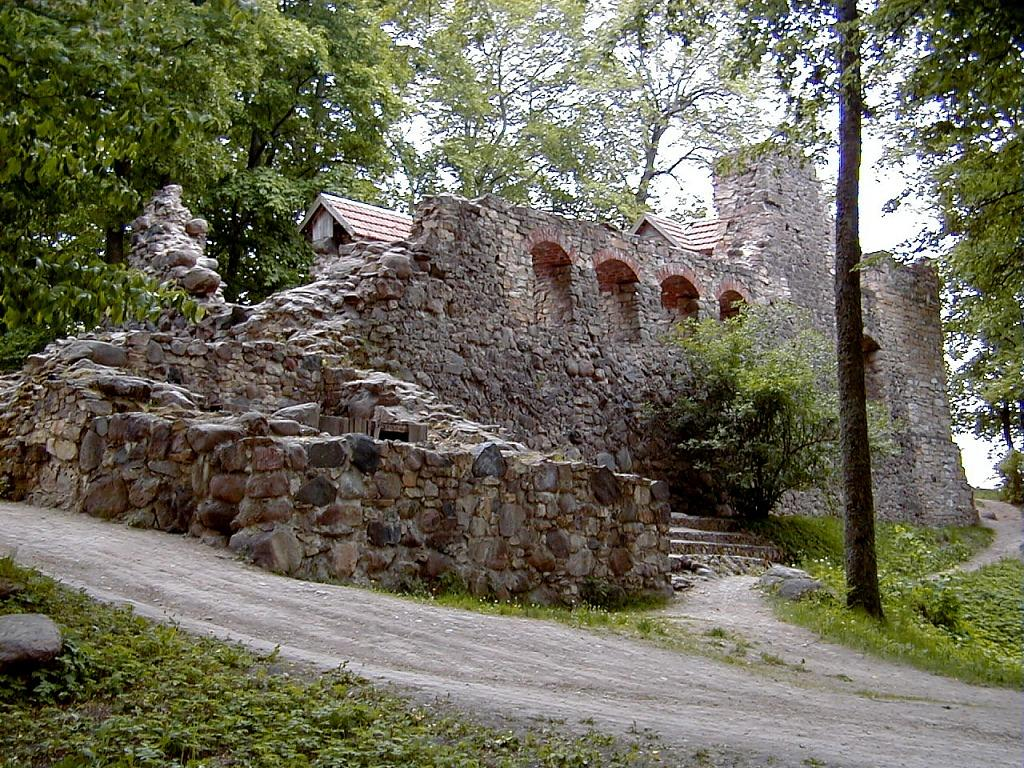
Ruine der Burg Lennewarden
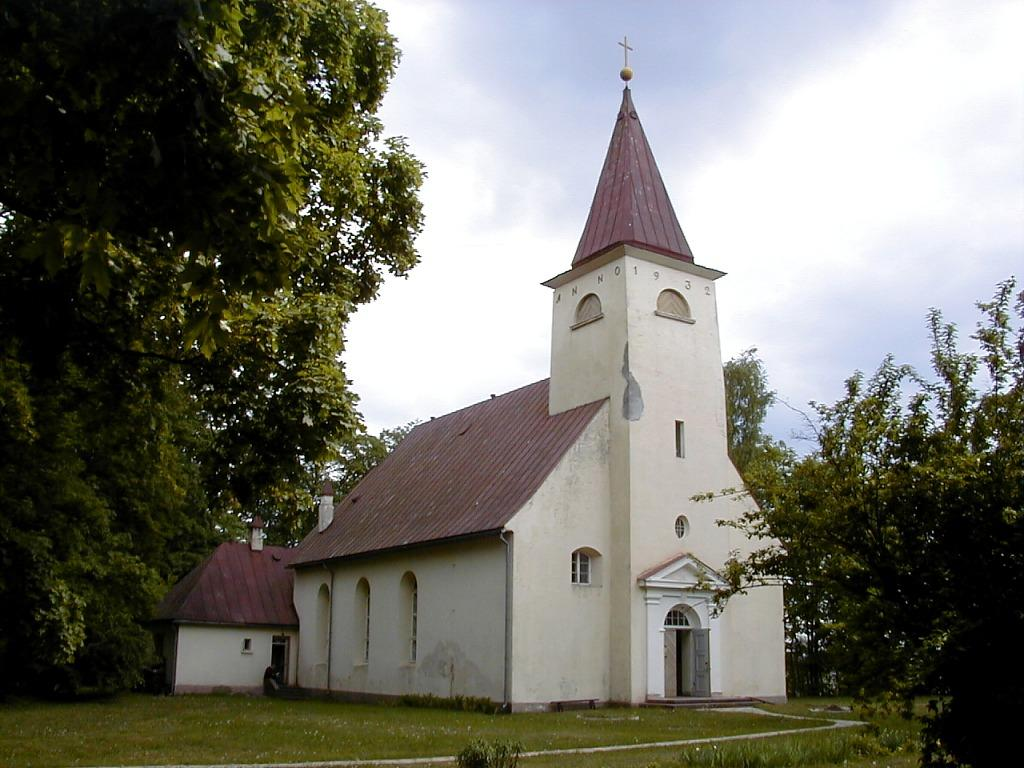
Evangelisch-lutherische Kirche
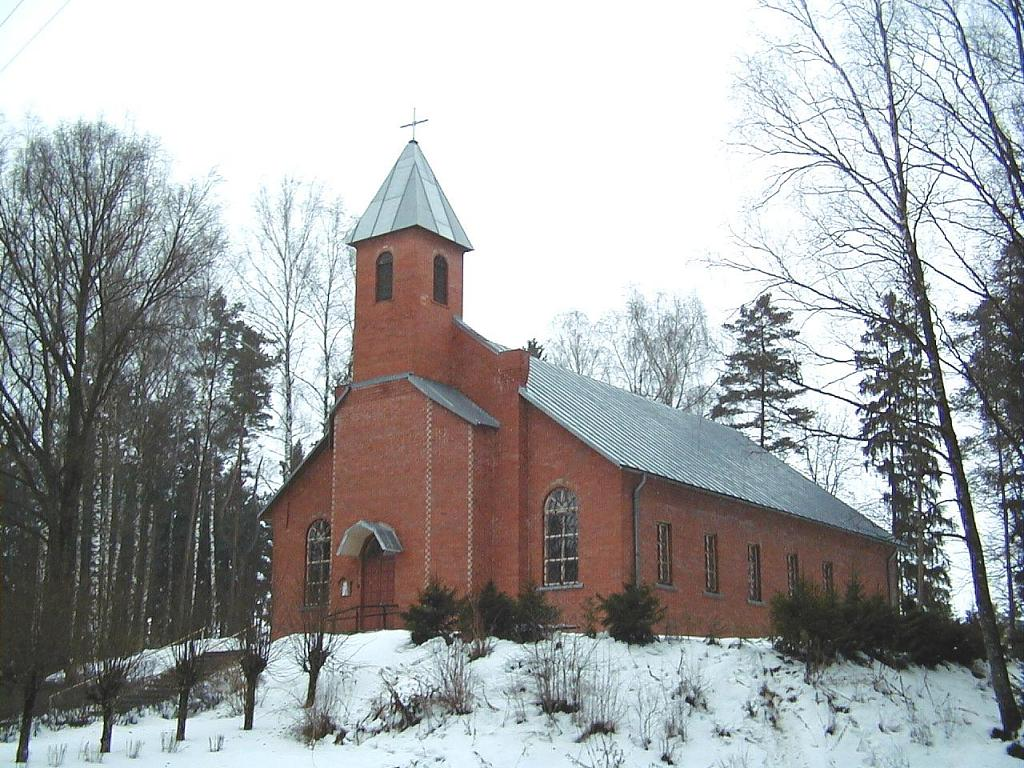
Katholische Heilig-Kreuz-Kirche
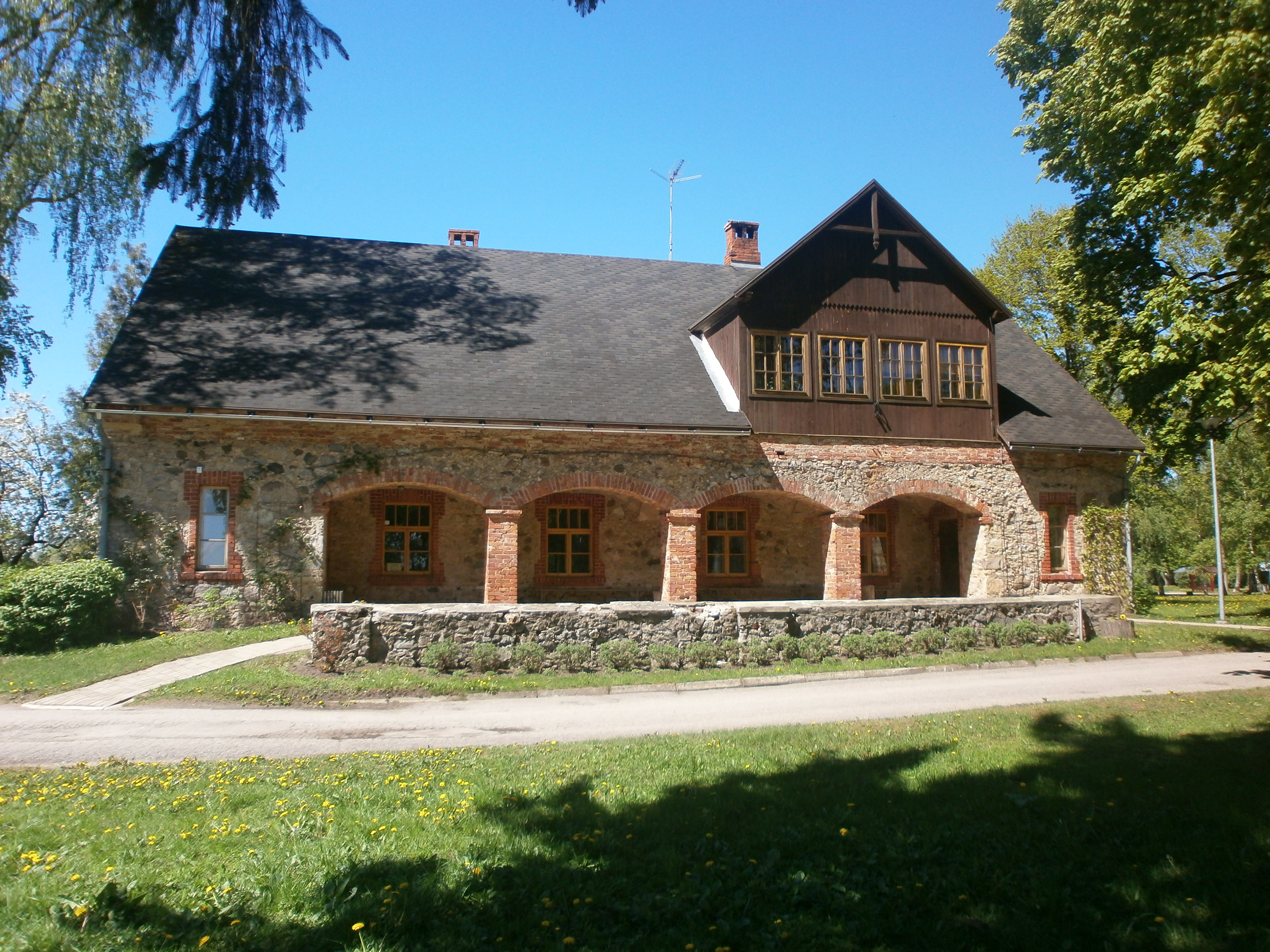
Andrejs Pumpurs Museum
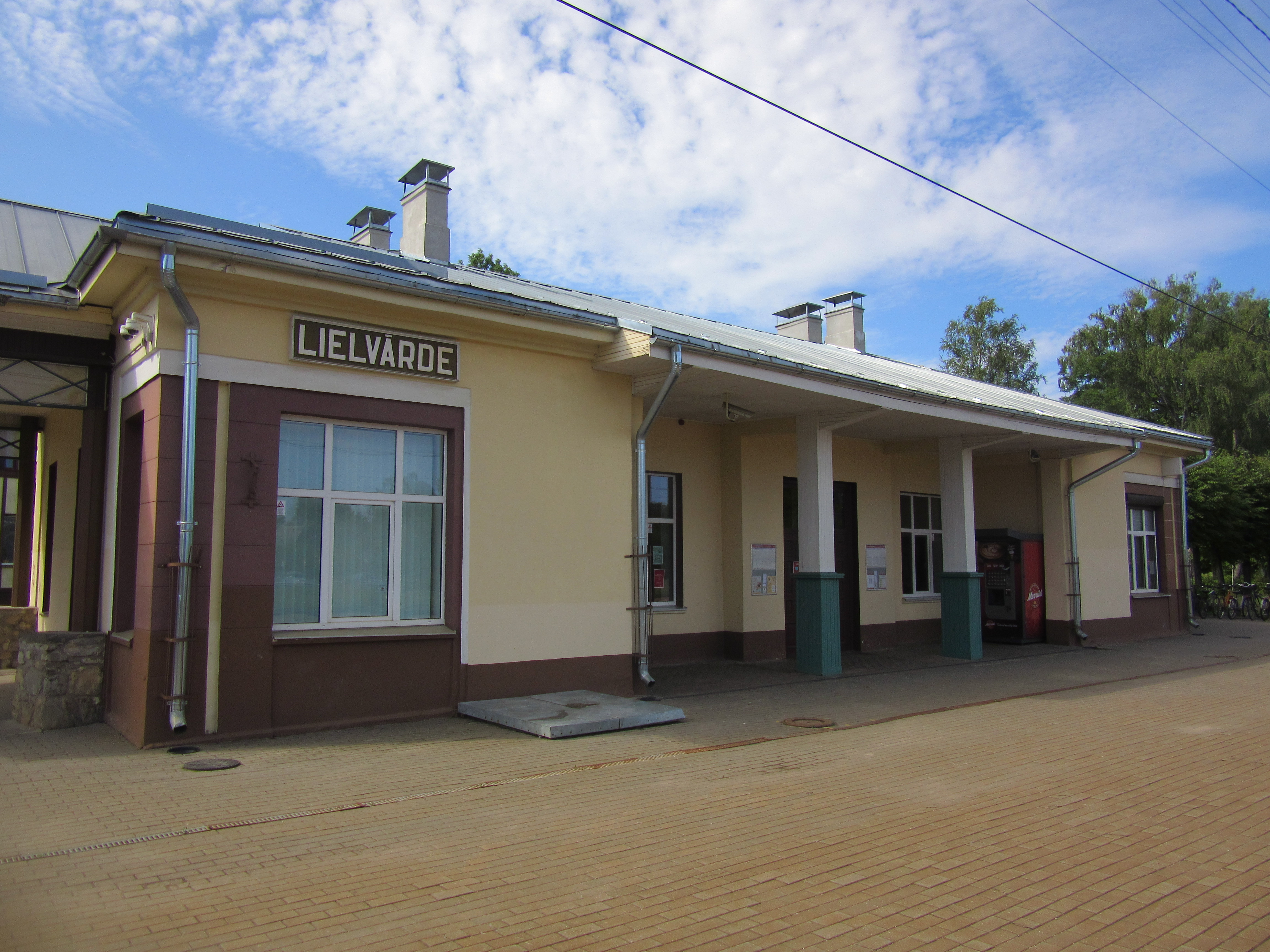
Bahnhof Lielvārde
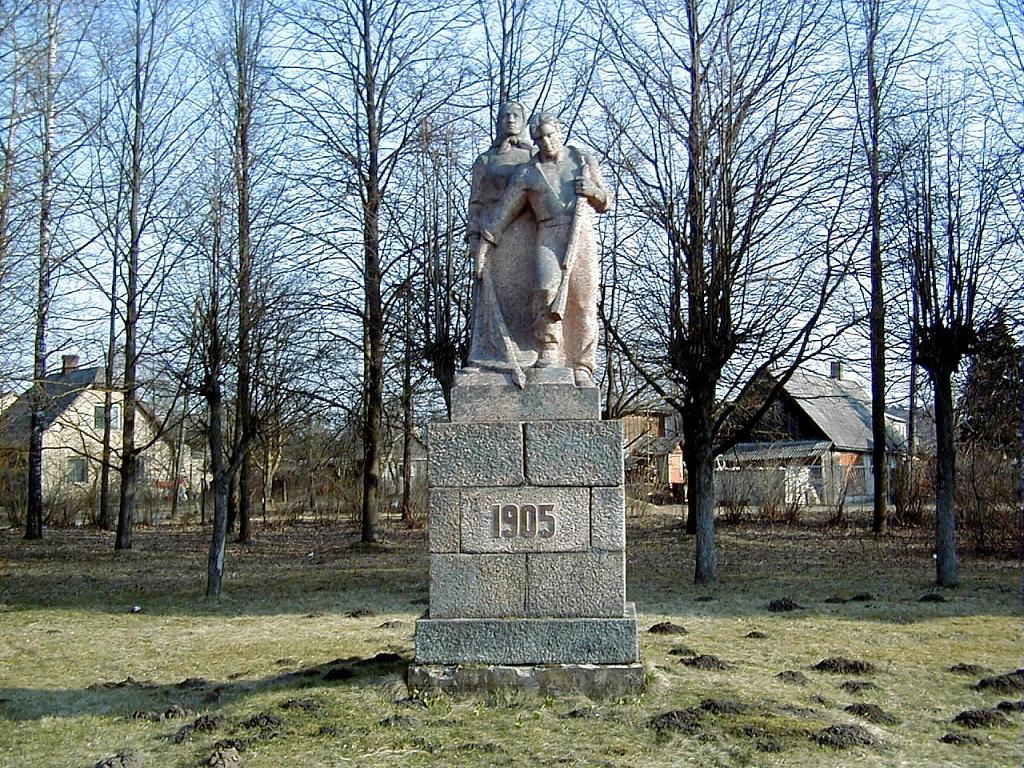
Denkmal für die Revolution 1905
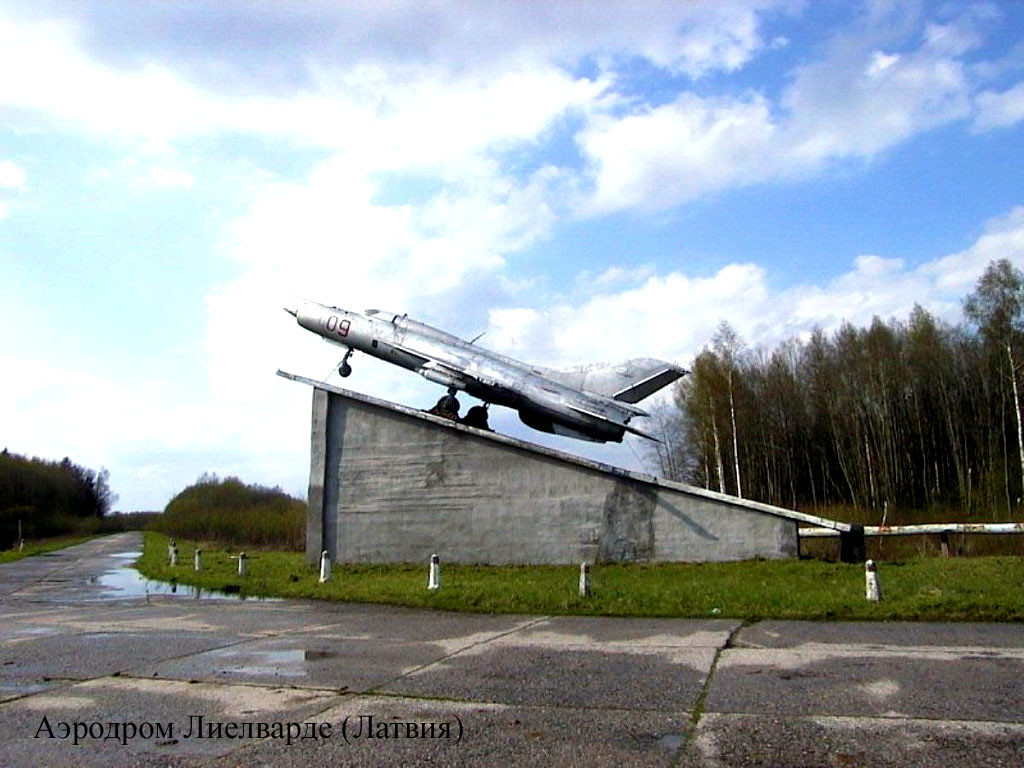
MiG-21 beim Luftwaffenstützpunkt